# Vila Pisani, Stra
Vila Pisani pri kraju Stra se nanaša na monumentalno poznobaročno podeželsko palačo, ki stoji ob kanalu Brenta (Riviera del Brenta) na Via Doge Pisani 7 v bližini mesta Stra, v Benečije v severni Italiji. Ta vila je eden največjih primerov beneških vil, ki stojijo ob Rivieri del Brenta, kanalu, ki povezuje Benetke s Padovo. Beneška patricijska družina Pisani je naročila številne vile, poznane pod imenom Villa Pisani po celotnem beneškem zaledju. Vile in vrtovi zdaj delujejo kot narodni muzeji, prostor za sponzorirane umetniške razstave.

## Zgodovina
Gradnja te palače se je začela v zgodnjem 18. stoletju za Alviseja Pisanija, najvidnejšega člana družine Pisani, ki je bil imenovan za doža leta 1735. Začetni modeli palače padovanskega arhitekta Girolama Frigimelica še vedno obstajajo, vendar je zasnovo glavne stavbe na koncu dokončal Francesco Maria Preti. Ko je bila dokončana, je imela stavba 114 sob  (danes 168), v čast njenemu lastniku, 114. beneškemu dožu Alviseju Pisaniju.
Leta 1807 jo je Napoleon kupil od družine Pisani, ki je zapadla v revščino zaradi velikih izgub pri igrah na srečo. Leta 1814 je stavba postala last Habsburške hiše, ki je vilo spremenila v počitniško rezidenco za evropsko plemstvo tistega obdobja. Leta 1934 so ga delno obnovili, da je gostila prvo srečanje Adolfa Hitlerja in Benita Mussolinija, po nemirih v Avstriji.

## Arhitektura
Zunaj se zdi, da pročelje velike palače uravnava lega, obrnjena proti reki Brenta, približno 30 kilometrov od Benetk. Vila je ena od mnogih vil ob kanalu, ki so jih beneške plemiške družine in trgovci začeli graditi že v 15. stoletju. Široka fasada je zaključena s kipom in predstavlja bogato okrašen osrednji vhod z monumentalnimi stebri, na katerih so nanizane kariatide. Vila predstavlja velik kompleks z dvema notranjima dvoriščema in hektarji vrtov, hlevov in vrtnega labirinta.
Največja soba je plesna dvorana, kjer je slikar iz 18. stoletja Giovanni Battista Tiepolo dvonadstropni strop poslikal s fresko z masivnim alegoričnim prikazom apoteoze ali slave družine Pisani (poslikano 1760–1762). Tiepoloov sin Gian Domenico Tiepolo, Crostato, Jacopo Guarana, Jacopo Amigoni, P.A. Novelli in Gaspare Diziani sta prav tako dokončali freske za različne druge prostore vile. Druga pomembna soba v vili je danes znana kot Napoleonova soba (po njenem stanovalcu), opremljena s kosi pohištva iz napoleonskega  (empir) in habsburškega obdobja in drugih, ko so živeli v vili Pisani.
Najbolj razkošen  Tiepolov strop je vplival na njegovo poznejšo upodobitev Španske slave za prestolno sobo kraljeve palače v Madridu; vendar veličina in bombastične ambicije stropa zdaj odmevajo v glavnem neposeljene lupine palače. Preostalih skoraj 100 sob je zdaj praznih. Beneški dramatik Carlo Goldoni je palačo nekoč opisal kot kraj velikih zabav, postreženih z jedmi, plesom in predstavami.
- Apoteoza družine Pisani
- Freska Giovanni Battista Tiepolo
- Pogled s parka na glavno stavbo
- Odsevni ribnik
- Fasada
- Kipi v vili Pisani

## Park
Park obsega 14 hektarjev. Njegova zasnova odraža vpliv prvih desetletij francoskega 18. stoletja, pravzaprav sta dve pomembni literarni deli pogojevali značaj več vrtov. Na prvem mestu je André Felibien des Avaux, Les plans et le descriptions de deux maisons de campagne de Pline le Consul , ki razkriva obnovo rimske vile z njenimi vrtovi. Drugič je delo Dezaillerja D'Argenvilleja z naslovom La théorie et la pratique du jardinage , ki obravnava kanone in načine sestavljanja in ustvarjanja vrta na francoski način.
Projekt parka je bil v 19. in 20. stoletju večkrat spremenjen in temelji na presečišču optičnih osi. Park vile danes lahko štejemo za edinstveno mojstrovino med geometrijsko in vrtno strukturo 18. stoletja in krajinsko revizijo, izvedeno v prvih desetletjih 19. stoletja.
Večina arhitekturnih in slikovitih del vrta je v vzhodnem sektorju. Vsako od teh del ima svojo mikrozgodovino zaradi majhnih preobrazb, ki jih je doživelo, zaradi prilagoditev in uporabe vrtičkov, ki so se pojavljali na različnih območjih parka v treh stoletjih.
Namesto tega v zahodnem sektorju prevladuje rastlinska komponenta, uokvirjena z dolgimi perspektivnimi avenijami in organizirana po krajinskih metodah, zlasti v zaprtem gaju v začetku 19. stoletja. Takoj ko se prestopi prag vhoda v blagajni, se lahko uživa v izjemnem pogledu: dva dolga drevoreda kostanja objemata osrednji srednji parter in v perspektivi podaljšata realno razdaljo med vilo in hlevom z dolgim bazenom zgrajenim skladno z ozemljem. Podoživljamo arhitekturne strukture renesanse: pronaos rimskega templja nas spominja na Andrea Palladia; ograja s kipi, knjižnica Marciana del Sansovina v Benetkah; dve stranski krili, Palazzo Te v Mantui, Giulio Romano.

## Labirint
Vila Pisani je znana tudi po labirintu živih mej. Bilo je eno prvih območij parka, ki so ga dokončali, če že leta 1721 govorimo o njegovi osrednji kupoli. Renesančna oživitev klasičnega ars topiaria je omogočila uspeh rastlinskih labirintov na italijanskem vrtu do 18. stoletja. Takrat v Benečiji v primeru Stra prevladuje igriv in ljubezenski sestavni del, čeprav simboličnega vidika ni mogoče izključiti. V središču je stolpič s kipom Minerve. V labirintu se je odvijala igra med damo in vitezom: gospa se je postavila na osrednji stolp z obrazom z masko in vitez je moral priti do nje, ko je prišel, razkril njeno pravo identiteto: a vedno je bilo presenečenje. Labirint je klasična filozofija grške preteklosti Minotavra in Minosa: lahko je krščanski simbol, pa tudi poganski: izraža nezavedno željo, da bi se izgubil in se potem spet znašel. Labirinti so v osnovi dveh vrst: enega, kjer je veliko možnih poti in le ena vodi do zaželenega cilja, ki je imel pogosto natančen simbolni pomen, kot je v tem primeru, in takega, kjer ima labirint dolgo, vendar obvezno pot, ki nujno vodi do središča. Do tega labirinta se dostopa skozi vrata iz 18. stoletja; kratka pot popelje do osrednje kupole pred seboj in na začetku vijugaste poti na desni. Labirint je bil večkrat obnovljen, in čeprav so ga v 18. stoletju in dobršen del 19. stoletja sestavljale žive meje, se je postopoma spremenil v mešani labirint. V 19. stoletju je bil razširjen na severovzhod in jugovzhod, ki je krožni labirint vpisal v nepravilni trapez. Končno so ga spet v 1970-ih obnovili, da bi dobil današnji videz.

## Razstave
Pogosto so razstave starodavne, moderne in sodobne umetnosti. Dvorane gostijo 150000 obiskovalcev na leto. Leta 2007 razstava "I classici del contemporaneo" in "Extradimensionism" Paola Aldighierija. [5] Leta 2008 pomembna razstava Mimmo Paladino. Leta 2009 "Impressionismo a Venezia, 1879–1933" Emme Ciardi. Leta 2011 "Tutto partitura" Oliviera Rainaldija. [6
There are often exhibitions of ancient, modern and contemporary art. The halls host 150000 visitors a year. In 2007, the exhibition "I classici del contemporaneo" and "Extradimensionism" by Paolo Aldighieri.[5] In 2008, an important exhibition by Mimmo Paladino. In 2009 "Impressionismo a Venezia, 1879–1933" by Emma Ciardi. In 2011 "Tutto score" by Oliviero Rainaldi.[6] 

## V filmu
- Leta 1969 je vilo uporabil Pier Paolo Pasolini za snemanje filma Porcile.
- Leta 1979 jo je uporabila Viola Valentino za snemanje svojega video posnetka Comprami.
- Italijanski oblikovalec Valentino Garavani jo je leta 2019 uporabil za oglaševalsko akcijo VRosso Valentina PreFall19.
- Leta 2015 jo je uporabila Laura Pausini za snemanje video posnetka Simili, v katerem je tudi zasedba Braccialetti rossi.